# 상트페테르부르크의 역설
상트페테르부르크의 역설(St. Petersburg paradox) 또는 세인트 피터스버그의 역설은 경제학에서 사람들의 의사결정에 기댓값이 가지는 의미의 차이에서 발생하는 역설을 말한다. 니콜라우스 베르누이 1세(Nicolaus 1 Bernoulli)에 의해 제기되었으며, 흔히 사람들은 기댓값을 의사결정의 지표로 삼는다고 생각하지만 그러한 인식에 문제가 있음을 제시하였다.

## 상트페테르부르크 게임
상트페테르부르크의 어떤 도박장에는 다음과 같은 게임이 있었다.
- 동전을 던져 뒷면이 나오면 계속 던지고, n번째 처음 앞면이 나오면 게임이 종료되고 2n-1루블의 상금을 지급, 도박의 참가비는 10,000루블

이러한 게임을 기댓값(E)을 구해보면,
{\displaystyle E={\frac {1}{2}}\cdot 1+{\frac {1}{4}}\cdot 2+{\frac {1}{8}}\cdot 4+{\frac {1}{16}}\cdot 8+\cdots }
{\displaystyle ={\frac {1}{2}}+{\frac {1}{2}}+{\frac {1}{2}}+{\frac {1}{2}}+\cdots }
{\displaystyle =\sum _{k=1}^{\infty }{1 \over 2}=\infty }
따라서 기댓값은 무한대가 됨에도 불구하고 누구도 이 게임에 참가하지 않는 역설이 발생하였다.

## 해결
이러한 역설에서 사람들의 의사결정에 기준이 되는 것은 기댓값이 아니라는 것을 의미했고, 이러한 문제의 해결을 위해 기대 효용 이론이 제시되었다.

## 같이 보기
- 다니엘 베르누이
- 가브리엘 크라메르

## 참고
- [시사 서양수학사에 한 획을 그은 수학의 명가 베르누이 가문] 보관됨 2018-04-29 - 웨이백 머신